# 고흥 구 소록도갱생원 검시실
고흥 구 소록도갱생원 검시실은 대한민국 전라남도 고흥군에 있는 1934년 건립된 병원 시설이다. 2004년 2월 6일 대한민국의 국가등록문화재 제66호로 지정되었다.

## 개요
이 건물은 일제강점기에 일본인들이 한센병 환자들을 대상으로 정관 수술과 시체 해부를 했던 곳으로 소록도의 인권 유린의 아픈 역사를 간직하고 있다. 사망자는 가족의 의사와는 관계없이 우선 검시 절차를 마친 뒤에야 장례식을 거행할 수 있었고 시신은 구북리 뒤편의 바닷가에 있는 화장터에서 화장되었다. 건물 내부에 검시대 그리고 세척 시설들이 그대로 보존되어 있어 당시의 처참한 상황을 짐작할 수 있다.

## 같이 보기
- 국립소록도병원

## 참고 문헌
- 고흥 구 소록도갱생원 검시실 - 국가유산청 국가유산포털